# Merče
Merče – wieś w Słowenii, w gminie Sežana. W 2018 roku liczyła 108 mieszkańców.